# Cerastis mista
Cerastis mista är en fjärilsart som beskrevs av Jacob Hübner 1813. Cerastis mista ingår i släktet Cerastis och familjen nattflyn. Inga underarter finns listade i Catalogue of Life.